# Maison du Cadran Solaire
La maison du Cadran Solaire est une maison située place de la Halle, à Pérouges, dans le département de l'Ain.
Elle abrite aujourd'hui une boutique.

## Présentation
La maison est ornée d'un cadran solaire à l'origine de sa renommée.

### Le cadran solaire
L'inscription
Sur le panneau solaire est inscrit « Je ne te marquerai que l'heure des beaux jours ». 
Les blasons

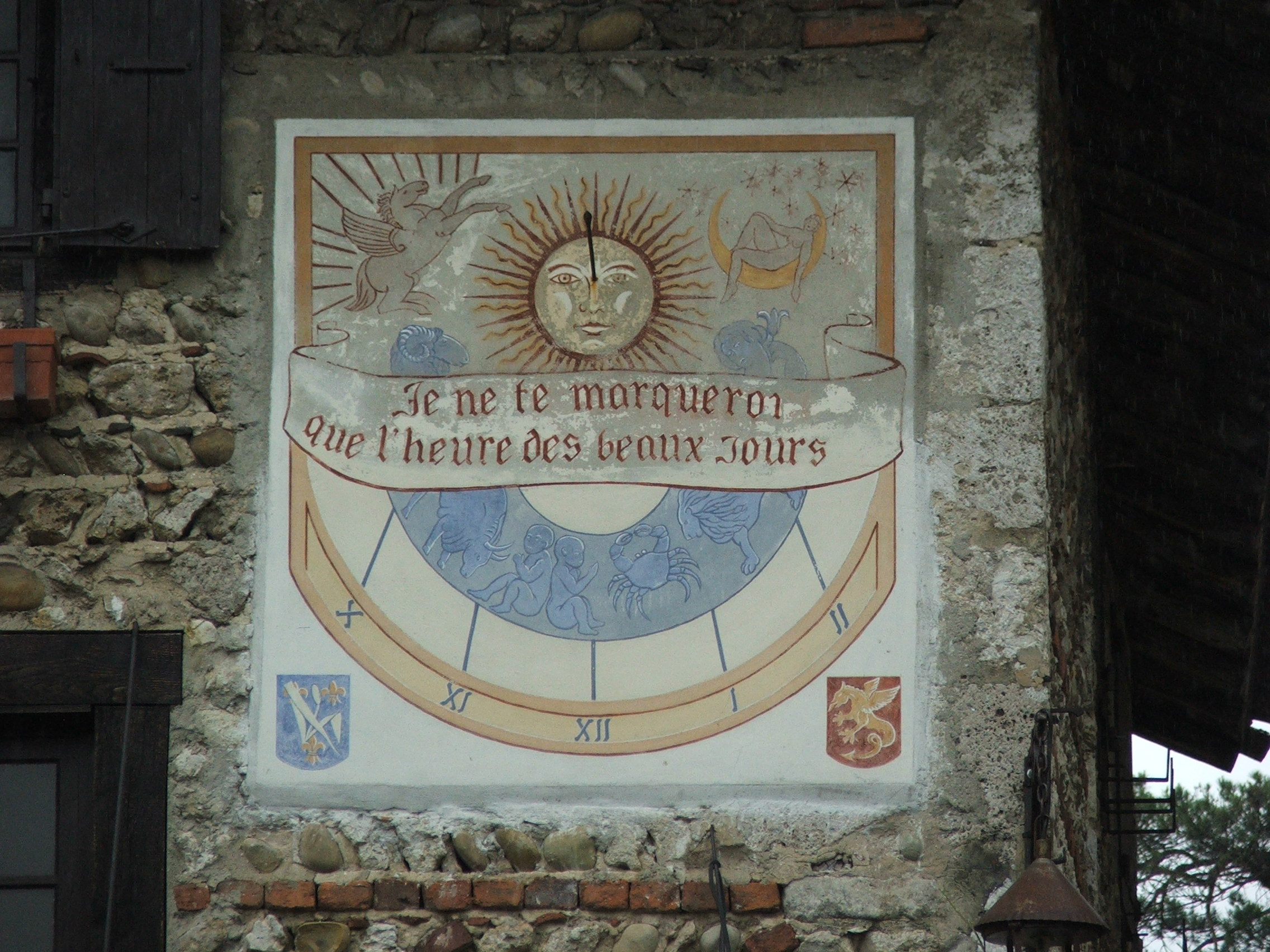
Gros plan sur le cadran solaire.

- En bas à gauche du cadran, est représentée[1] une variante moderne du blason de la toute proche région naturelle et historique de la Dombes, différente du blason historique de la Dombes représenté ci-dessous.
- En bas à droite du cadran, est représenté le blason de Pérouges.

Le blason historique de la Dombes, différent de celui représenté sur le cadran solaire.
Le blason de Pérouges, en bas à droite du cadran solaire.

Les signes du zodiaque
Au milieu autour du soleil et disposé sur un demi-cercle, sont visibles des représentations de signes astrologiques ; en l'occurrence et de gauche à droite, le Taureau, le Bélier, les Gémeaux, le Cancer, le Lion, et le Verseau.
Fonctionnalité
Il est à noter que ce cadran ne saurait fonctionner : son style est perpendiculaire au plan du cadran (alors qu'on attendrait un style polaire), ce qui supposerait un graphisme des heures totalement différent

## Protection
Les façades de la maison font l’objet d’une inscription au titre des monuments historiques depuis le 14 novembre 1927. 